# Chupampa
Chupampa è un comune (corregimiento) della Repubblica di Panama situato nel distretto di Santa María, provincia di Herrera. Si estende su una superficie di 22,7 km² e conta una popolazione di 1.231 abitanti (censimento 2010).